# Романовська сільська рада (Пономарьовський район)
Рома́новська сільська рада (рос. Романовский сельский совет) — сільське поселення у складі Пономарьовського району Оренбурзької області Росії.
Адміністративний центр та єдиний населений пункт — село Романовка.

## Населення
Населення — 249 осіб (2019; 391 в 2010, 661 у 2002).